# Gustav Ferbers
Gustav Ferbers (* 27. März 1850 in Hüls; † 3. Juni 1926 in Asperden) war ein deutscher römisch-katholischer Pfarrer, Autor und Übersetzer.

## Leben
Ferbers war Priester des Bistums Münster. 1886 verfasste er als Kaplan in Xanten die Festschrift zur großen St.-Viktors-Tracht anlässlich des 1600. Todestags des hl. Viktor. Die Schrift enthält auch einige hier erstmals gedruckte Lieder. Später war er bis zur Emeritierung Pfarrer an St. Vincentius in Asperden, wo er auch starb. Er übersetzte Schriften des norwegischen Theologen Knud Karl Krogh-Tonning ins Deutsche.

## Veröffentlichungen

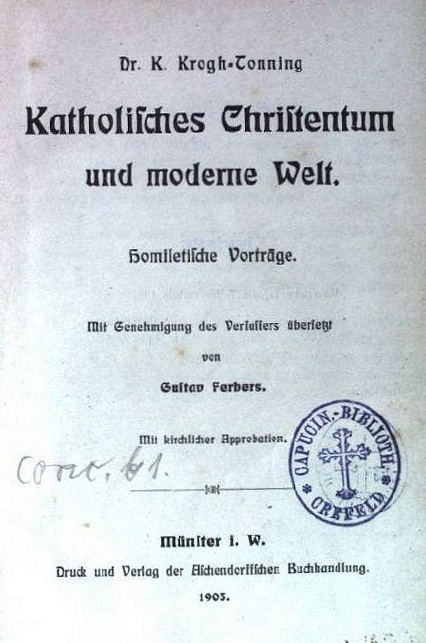
Katholisches Christentum und moderne Welt, 1903

- Der heilige Viktor und die St. Viktors-Kirche zu Xanten. Xanten 1886 (Digitalisat)
- Übersetzungen:
  - Knud Karl Krogh-Tonning: Die Kirche und die Reformation. Mainz 1893
  - ders.: Katholisches Christentum und moderne Welt. Münster 1903[4]